# Paulodora asymmetrica
Paulodora asymmetrica är en plattmaskart som beskrevs av Artois och Schockaert 200. Paulodora asymmetrica ingår i släktet Paulodora och familjen Polycystididae. Inga underarter finns listade i Catalogue of Life.